# Елірія (Огайо)
Елірія (англ. Elyria) — місто (англ. city) в США, в окрузі Лорейн штату Огайо. Населення — 52 656 осіб (2020).

## Географія
Елірія розташована за координатами 41°22′25″ пн. ш. 82°6′29″ зх. д. / 41.37361° пн. ш. 82.10806° зх. д. (41.373539, -82.108008).  За даними Бюро перепису населення США в 2010 році місто мало площу 53,99 км², з яких 53,28 км² — суходіл та 0,71 км² — водойми.

## Демографія
Згідно з переписом 2010 року, у місті мешкали 54 533 особи в 22 400 домогосподарствах у складі 14 093 родин. Густота населення становила 1010 осіб/км².  Було 25085 помешкань (465/км²).
Расовий склад населення:
| - 78,1 % — білих - 15,5 % — чорних або афроамериканців - 0,8 % — азіатів - 0,3 % — корінних американців - 1,2 % — осіб інших рас |

До двох чи більше рас належало 4,1 %. Частка іспаномовних становила 4,9 % від усіх жителів.
За віковим діапазоном населення розподілялося таким чином: 24,2 % — особи молодші 18 років, 61,5 % — особи у віці 18—64 років, 14,3 % — особи у віці 65 років та старші. Медіана віку мешканця становила 38,1 року. На 100 осіб жіночої статі у місті припадало 91,6 чоловіків;  на 100 жінок у віці від 18 років та старших — 88,1 чоловіків також старших 18 років.
Середній дохід на одне домашнє господарство  становив 50 056 доларів США (медіана — 40 952), а середній дохід на одну сім'ю — 56 731 долар (медіана — 48 191). Медіана доходів становила 41 268 доларів для чоловіків та 32 924 долари для жінок. За межею бідності перебувало 22,2 % осіб, у тому числі 36,5 % дітей у віці до 18 років та 9,1 % осіб у віці 65 років та старших.
Цивільне працевлаштоване населення становило 24 484 особи. Основні галузі зайнятості: освіта, охорона здоров'я та соціальна допомога — 26,0 %, виробництво — 19,8 %, роздрібна торгівля — 12,1 %, мистецтво, розваги та відпочинок — 9,2 %.